# Deilephila rosea
Deilephila rosea är en fjärilsart som beskrevs av Hans Zerny 1933. Deilephila rosea ingår i släktet Deilephila och familjen svärmare. Inga underarter finns listade i Catalogue of Life.